# Samurai Shodown 64
Samurai Shodown 64 (侍魂, Samurai Supirittsu) (ou somente SS64) é um jogo de luta 3D e o primeiro título da sub-série 3D lançado para o sistema Hyper Neo-Geo 64 de Samurai Shodown, desenvolvida pela SNK. Ele foi a primeira tentativa da empresa em trazer suas séries de jogos à realidade 3D. O jogo não possuiu relativamente nenhuma distribuição fora do Japão, fazendo com que ele não seja muito conhecido. Após tendo lançado duas semi-prequelas da série Samurai Shodown no sistema Neo Geo de 16-bit, a SNK anunciou que eles estariam produzindo um novo hardware de plataforma para arcade, sendo este 64-bit e com capacidades extensas em 3D.
O jogo é altamente considerado como uma curiosidade entre os fãs da SNK, já que os que são fora do Japão nunca tiveram a oportunidade de jogá-lo normalmente e também pelo fato de o jogo nunca ter sido convertido para outra plataforma senão a Hyper Neo-Geo 64. Sendo a primeira tentativa da SNK em criar um jogo em 3D, ele tem vários defeitos nos gráficos, apesar de possuir razoavelmente boas características. O jogo mais tarde teve uma sequência chamado Samurai Shodown: Warriors Rage.

## História
Cronologicamente, SS 64 tem seus eventos acontecidos após dos de Samurai Shodown II. A história é descrita oficialmente pela SNK abaixo:
Tudo começou há mais de duas décadas ... e tomou vários anos para executar. 'Yuga o Destruidor' agarrou crianças não nascidas em todas as partes da terra, proveu-as de várias habilidades misteriosas, e logo devolveu-as a suas mães. Os bebês foram depois trazidos no mundo como se nada tivesse acontecido. Essas crianças expuseram capacidades únicas na infância e foram chamadas deuses infantis por alguns, demônios infantis por outros. Junto às décadas subseqüentes, elas cresceram para se tornarem crianças extremamente dotadas, terminando como os verdadeiros movedores e abaladores de sua geração.

Então um dia "Yuga o Destruidor" repentinamente não apareceu perante eles. Ele veio para mostrar a esses indivíduos que não se lembraram de nada dele ... uma demonstração de marionete. E aqueles que viram esta realização lembrou: as missões que lhes foram dadas antes de que eles entrassem neste mundo ...

## Jogabilidade
A jogabilidade usa de todas as vantagens providas da mecânica 3D, dando a habilidade aos personagens de mover-se para qualquer direção (numa maneira que mais tarde foi modificada e usada na série Soul Calibur, da Namco).
Ele também foi o primeiro jogo de luta tridimensional a incorporar arenas que possuíam multi-cenários, onde o jogador podia sair de uma seção para lutar numa outra área em volta (característica facilmente observada em jogos da série Mortal Kombat). Esta ideia foi mais tarde usada na série Dead or Alive, da Tecmo (tal jogo que é frequentemente creditado erroneamente pela inovação). O jogo também usa de uma regra já tradicional de ser capaz de jogar o oponente para fora da arena de batalha inteiramente, resultando então na vitória por "fora do ringue".
Cada personagem possui uma "barra de energia" que diminui com ataques e movimentos excessivos e reabastece quando ele está inativo. Também existe a barra "POW", onde, no momento que chega ao máximo, permite o personagem de executar um golpe especial com resultados devastadores.
Comparado aos jogos anteriores da série, o ritmo geral é mais lento e mais metódico. Os controles tiveram uma modificação onde todos os golpes tendiam a possuir somente uma única versão, ao contrário de ter múltiplos níveis de dano que dependeriam de quais botões seriam pressionados. O hardware em si também era de baixo nível, e lhe faltava os detalhes corretos no visual, contendo texturas que pareciam particularmente de baixa resolução. Em geral, a apresentação foi excelente, contudo, com a boa música e portraits em 2D de alta-resolução aparecendo em vários locais, como quando alguns golpes eram acertados. O jogo também introduziu dois novos personagens jogáveis:
- Hanma Yagyu, um homem musculoso com um bracelete metálico gigante
- Shiki, uma espadachim que tem o estilo de luta baseado nas katanas gêmeas, que mais tarde foi escolhida como um dos representantes selecionáveis da SNK no jogo SvC Chaos: SNK vs. Capcom, além de também Neo Geo Battle Coliseum.

Sobretudo, o jogo não foi bem recebido pelos críticos o quanto a SNK queria, fazendo com que a empresa tomasse como prioridade no desenvolvimento da sequência do jogo, Samurai Shodown: Warriors Rage, o remediamento dos problemas mais comumente relatados pelos fãs.

## Elenco
Ao todo, são 15 personagens.
- Haohmaru
- Nakoruru
- Kazuki Kazama
- Sogetsu Kazama
- Rimururu
- Galford
- Ukyo Tachibana
- Hanzo Hattori
- Genjuro Kibagami
- Shiki
- Hanma Yagyu
- Gandara
- Deku, Dekuina
- Yuga the Destroyer

## Confusão do título
Devido à má percepção dos jogadores que não falam japonês, o jogo é frequentemente chamado de "Samurai Tamashii" pelos fãs americanos. Isto é pelo fato de os dois Kanjis que formam o título são pronunciados, quando escritos independentemente um do outro, como "samurai" e "tamashii", respectivamente. Isto é incorreto em dois importantes aspectos.
Devido à convenção morfológica em japonês conhecido como rendaku, o segundo Kanji (que significa "alma" ou "espírito") é normalmente mais pronunciado como "damashii" ao invés de "tamashii", quando precedido por outro Kanji. Um outro exemplo disto está no título do jogo, Katamari Damashii, onde está escrito como 塊魂. A segunda palavra é idêntica.
Além disto, na escrita japonesa, é bastante comum a prática de um Kanji possuir mais de uma pronúncia, especificado pelo escritor através do contexto. Isto é uma extensão do fenômeno conhecido como ateji. Neste caso, a SNK deliberadamente especifica que 魂 deve ser pronunciado como "スピリッツ" ou "espíritos". Os dois Kanjis em questão vem sido usado como modificações na série desde seu início (como o plano de fundo da tela de título do primeiro jogo). Adicionalmente, o título da sequência deste jogo é escrito desta forma, incluindo o texto inglês: SAMURAI SPIRITS 2 アスラ斬魔伝.
Outro exemplo contemporâneo disto pode ser visto no popular mangá Bleach. O vida pós-morte é referenciada como "尸魂界", mas é pronunciado Soul Society, e não possui pronúncia japonesa.
Considerando estes fatos, qualquer referência aos jogos em 3D de Samurai Shodown, como "Samurai Tamashii" ou "Samurai Damashii", é, de fato, incorreto e deve ser modificado para refletir o título corretamente.